# Huangtian, Anhui
Huangtian (kinesiska: 璜田) är en socken i östra Kina. Den ligger i She härad i staden Huangshan i provinsen Anhui, omkring 270 kilometer sydost om provinshuvudstaden Hefei. Antalet invånare är 16 972. Befolkningen består av 8 323 kvinnor och 8 649 män. Barn under 15 år utgör 13,0 %, vuxna 15-64 år 75 %, och äldre över 65 år 11,0 %.